# Franz Kock

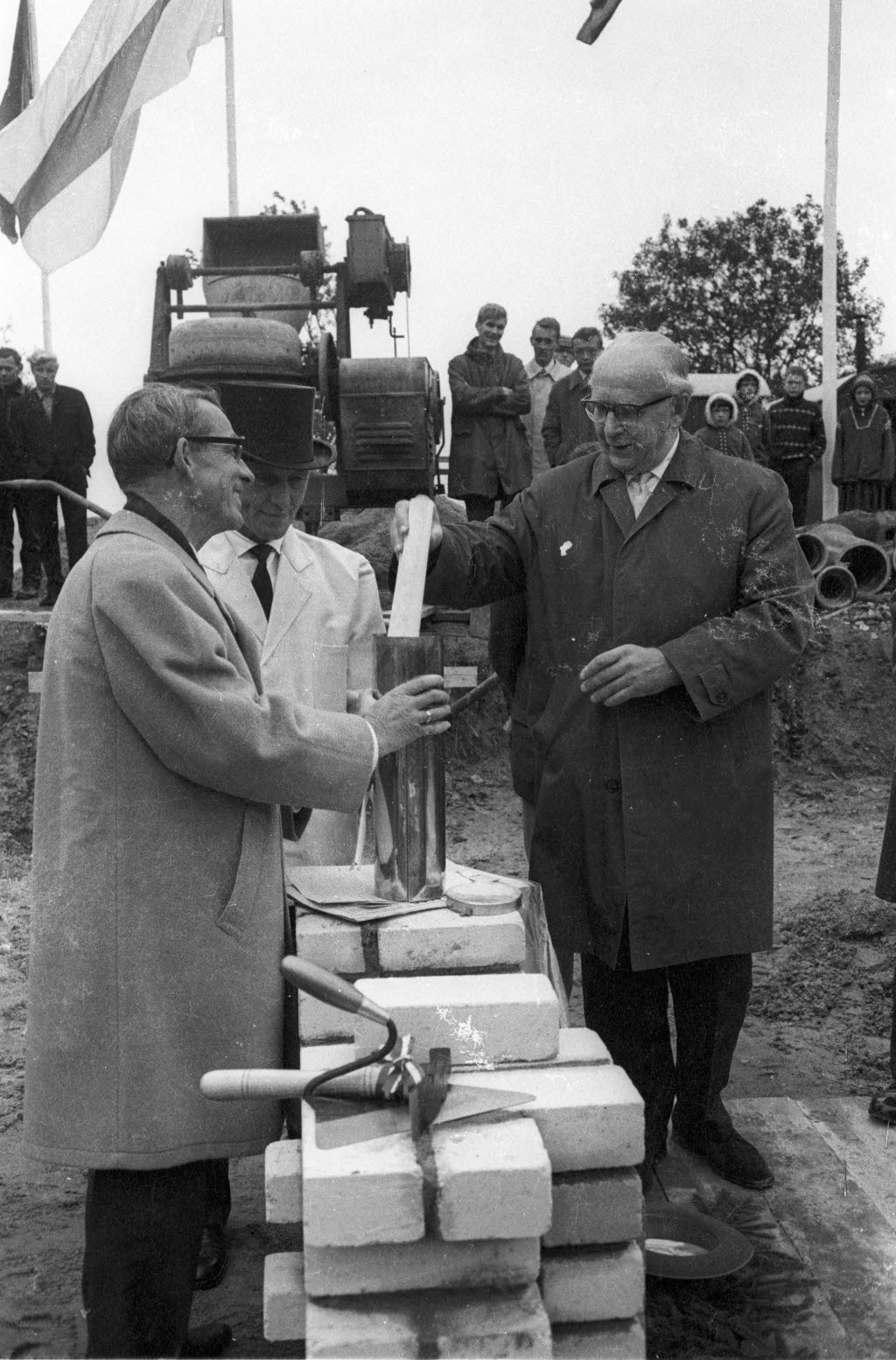
Franz Kock (re.) bei der Grundsteinlegung für ein Studentenwohnheim (1967)

Franz Kock (* 24. Dezember 1901 in Schönberg; † 1. Januar 1975) war ein deutscher Verwaltungsjurist.

## Leben
Kock studierte bis 1925 Rechtswissenschaft in Kiel und Berlin. Nach dem Studium trat er in den Justizdienst ein und war von 1929 bis 1933 als Hilfsrichter in Kiel tätig. Zum 1. Mai 1933 trat er der NSDAP bei (Mitgliedsnummer 2.734.607) und schloss sich im selben Jahr der SA an. Von 1934 bis 1940 wirkte er als Landgerichtsrat in Kiel. Von 1941 bis 1945 war er Referent im Reichsministerium für Wissenschaft, Erziehung und Volksbildung. Nach dem Zweiten Weltkrieg arbeitete Kock im Kultusministerium des Landes Schleswig-Holstein, seit 1953 als Ministerialdirektor. Vom 13. September 1952 bis zu seinem Eintritt in den Ruhestand am 31. Dezember 1966 war er Staatssekretär in diesem Ministerium. Sein Nachfolger wurde Reinhold Borzikowsky.
Außerdem fungierte er lange Jahre als 1. Vorsitzender des Schleswig-Holsteinischen Heimatbundes.

## Ehrungen
- 1967: Großes Verdienstkreuz mit Stern der Bundesrepublik Deutschland